# Bradavičarica
Bradavíčarica (znanstveno ime Cyclopterus lumpus) je riba severnih obal Atlantskega oceana, zaide tudi do Španije. Bradavičarica je edina predstavnica rodu Cyclopterus.
Lovijo jo največ zaradi iker, cenejše vrste kaviarja. V Skandinaviji tudi za prehrano.